# کراتوسکوپ

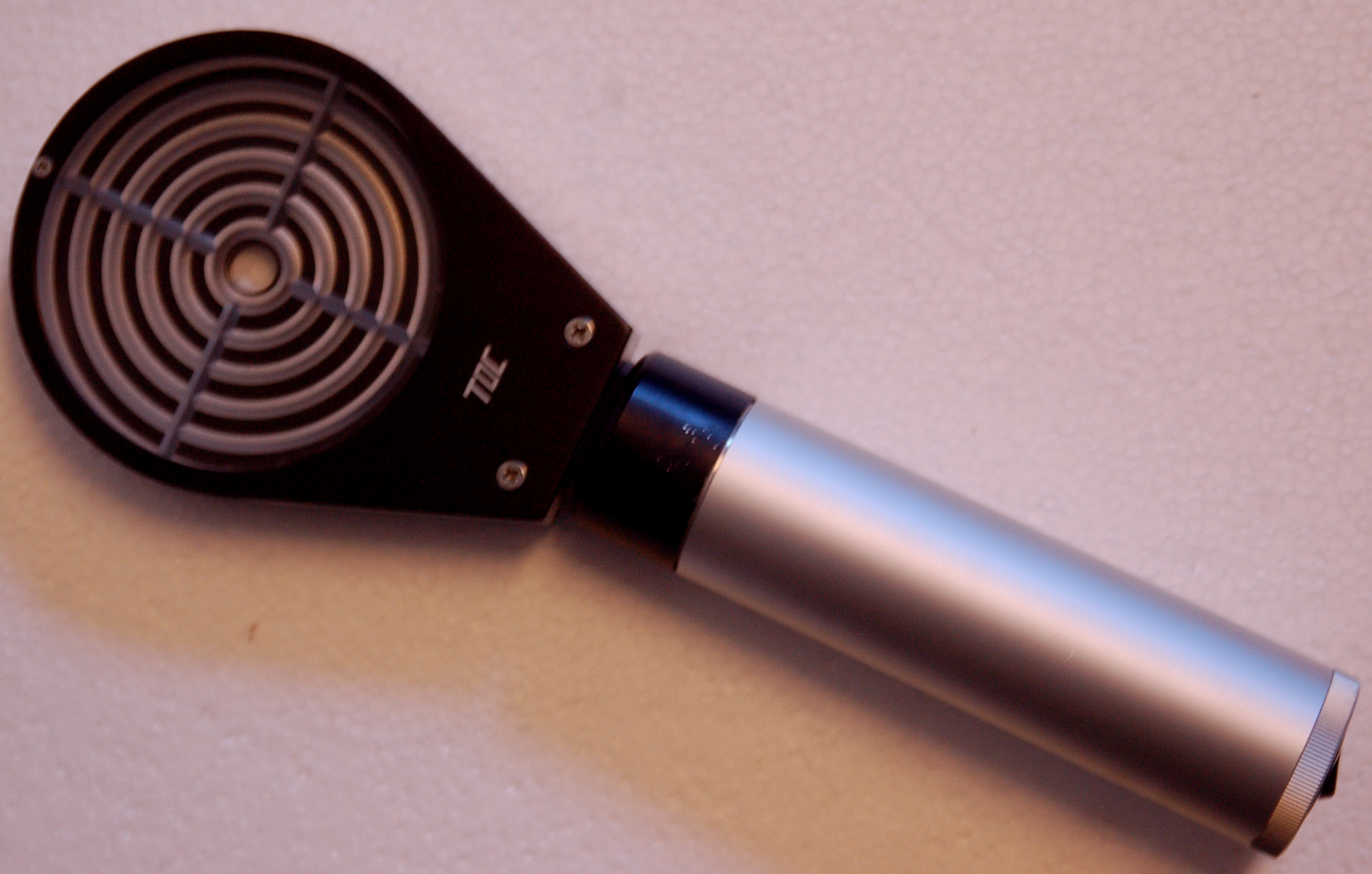
یک کراتوسکوپ

یک کراتوسکوپ ، گاهی به عنوان دیسک Placido شناخته می‌شود ، یک ابزار چشمی مورد استفاده برای ارزیابی شکل قدامی سطح قرنیه است. یک سری از حلقه‌های متحد المرکز است که بر روی قرنیه انداخته می‌شود و بازتاب آن‌ها توسط معاینه‌کننده از طریق یک سوراخ کوچک در مرکز دیسک مشاهده می‌شود. یک شکل منظم قرنیه باید بازتاب‌هایی با اندازه‌های یکسان و متقارن را نشان دهد. اگر بیمار مبتلا به آستیگماتیسم یا یک دیستروفی قرنیه باشد حلقه‌ها نامنظم خواهد بود.
حالت مدرن و توسعه یافته آن در توپوگرافی قرنیه یافت می‌شود که در آن تجزیه و تحلیل تصویر منعکس شده توسط یک کامپیوتر انجام میگیرد.دستگاه خودکار می‌تواند تولید رنگ-کد نقشه کانتور توپوگرافی چشم یا حتی نقشه سه بعدی  از سطح آن را به صورت کدهای رنگی تولید کند.